# Alessandro Spina
Alessandro Spina (Bengasi, 8 ottobre 1927 – Rovato, 11 luglio 2013) è stato uno scrittore siriano naturalizzato italiano.

## Biografia
Nom de plume di Basili Shafik Khouzam, è nato in una famiglia di maroniti siriani originari di Aleppo stabilitasi in Cirenaica dopo la prima guerra mondiale, suo padre era proprietario di un'industria tessile a Bengasi. Ha trascorso l'infanzia in Libia, ma l'adolescenza e la giovinezza (1940-1953) a Milano, dove si è laureato in Lettere all'Università nel 1953, ritorna poi a Bengasi e diviene direttore dell'azienda di famiglia, che continua a dirigere fino al 1979, anche dopo la sua nazionalizzazione in seguito alla presa di potere di Gheddafi nel 1969. Nel 1960 pubblica su Paragone il racconto "Giugno '40", che Cristina Campo, in una lettera che gli invia scusandosi di scrivergli senza conoscerlo, definisce "una cosa di una qualità molto rara, come da tempo non mi accadeva di leggere." Da qui ha inizio una lunga e profonda amicizia epistolare, della quale le Lettere a un amico lontano sono la testimonianza. Come scrive in Conversazione in Piazza Sant'Anselmo: "Furono la Campo e Zolla a farmi trovare la strada per pubblicare i miei primi libri." Tornato di nuovo e definitivamente in Italia, si consacra completamente alla letteratura e pubblica dei romanzi di "narrativa coloniale", riuniti nel 2006 nel ciclo intitolato I confini dell'ombra, per il quale è insignito del premio Bagutta nel 2007.
Nel corso della sua esistenza, si rifiutò costantemente di ingabbiare le proprie opere nei confini di qualsiasi genere letterario. La sua produzione intreccia inestricabilmente l'immaginazione creativa propria dell'artista con la sua sensibilità transculturale, derivata da una vita divisa tra una pluralità di nazioni.

## Opere
- Tempo e corruzione, (1962), Garzanti
- Storia della città di rame, (1964) Scheiwiller (traduzione della 556ª novella delle Mille e una notte, con introduzione di Cristina Campo)
- Storie di ufficiali (1967), Mondadori
- Il giovane maronita, (1971), Rusconi
- Le nozze di Omar, (1973), Rusconi
- Ingresso a Babele, (1976), Rusconi
- Il visitatore notturno, racconto, (1979), Scheiwiller
- Le notti del Cairo o L'arte di ereditare, (1986) Scheiwiller
- La commedia mentale, racconto, (1991) Scheiwiller
- Conversazione in Piazza Sant'Anselmo. Per un ritratto di Cristina Campo, (1993), Scheiwiller (ried. 2002, Morcelliana)
- Nuove storie di ufficiali, (1994), Ares
- La riva della vita minore (1997), Mondadori
- L'oblio. Ventiquattro storie coloniali, (2004), Ares
- I confini dell'ombra, (2006), Morcelliana
- Carteggio (con Cristina Campo), (2007), Morcelliana
- Altre sponde. Tre romanzi brevi, (2008), Morcelliana
- Diario di lavoro: Alle origini de "I confini dell'ombra", (2010), Morcelliana
- L'ospitalità intellettuale (2012), Morcelliana
- Elogio dell'inattuale, (2013), Morcelliana
- "Variazioni" (con una nota di Francesco Rognoni), Paragone, Anno LXIV, Terza serie, n. 105-106-107, Febbraio- Giugno 2013.